# Pedro Acosta
Pedro Acosta Sánchez (* 25. května 2004) je španělský motocyklový závodník. Acosta získal své první vítězství v teprve druhém závodě Moto3 při Velké ceně Dauhá 2021 poté, co startoval z boxové uličky kvůli nezodpovědné jízdě. V téže sezóně vyhrál mistrovství světa Moto3 2021 a stal se prvním nováčkovským šampionem od roku 1990, kdy se jím stal Loris Capirossi, a druhým nejmladším šampionem v historii, jen o den starším, než byl Capirossi v době vítězství. V roce 2023 Acosta vyhrál mistrovství světa Moto2 s předstihem dvou závodů. Acosta je také šampionem Red Bull MotoGP Rookies Cupu, který vyhrál v roce 2020.

## Kariéra

### Začátky
Acosta se účastnil různých národních soutěží a v roce 2017 zvítězil v kategorii PreMoto3. V roce 2018 se zúčastnil juniorského mistrovství světa Moto3. V roce 2019 závodil také v Red Bull MotoGP Rookies Cupu, kde skončil druhý a vyhrál tři závody. V následujícím roce skončil jako šampion, když vyhrál celkem šest závodů.

### Mistrovství světa silničních motocyklů - Moto3
V roce 2021 debutoval ve třídě Moto3 s týmem Red Bull KTM Ajo. Ve svém prvním závodě v Kataru skončil na druhém místě a stal se jedním z hrstky jezdců, kteří při svém debutu ve Velké ceně získali pódium. Dne 4. dubna 2021 vyhrál motocyklovou Grand Prix v Dauhá se startem z pitlane a stal se tak prvním jezdcem v historii Moto3, kterému se to podařilo. Acosta později vyhrál další dva závody v Portugalsku a Španělsku a stal se tak prvním jezdcem v historii mistrovství světa silničních motocyklů, který se dostal na stupně vítězů ve všech svých prvních čtyřech závodech. Během sezóny vyhrál ještě tři závody, v Německu, Štýrsku a Algarve, přičemž v Algarve se stal šampionem, když Darryn Binder narazil do Acostova hlavního soupeře o titul Dennise Foggia. Šampionát vyhrál s náskokem 43 bodů a stal se prvním nováčkovským šampionem třídy Moto3 od roku 1990, kdy titul ve třídě 125 cm³ získal Loris Capirossi. Acosta byl jen o den starší (17 let, 166 dní) než Capirossi (17 let, 165 dní), když získali své tituly.

### Mistrovství světa silničních motocyklů - Moto2

#### Red Bull KTM Ajo (2022–2023)
V roce 2022 Acosta se stejným týmem postoupil do Moto2, kde se připojil ke svému krajanovi Augustu Fernándezovi, který přešel z týmu Marc VDS Racing Team. Své první vítězství v Moto2 zaznamenal během Velké ceně Itálie v Mugellu. Poté, co vynechal dva závody kvůli zlomenině stehenní kosti, kterou utrpěl při nehodě při tréninku, vyhrál další závod v Aragonii. V roce 2023 Acosta vyhrál mistrovství světa Moto2.

### Mistrovství světa silničních motocyklů - MotoGP

#### Red Bull GasGas Tech3 (2024–)
Acosta pro rok 2024 povýšil do MotoGP s týmem Red Bull GasGas Tech3. V Kataru zaujal, když ve sprintu skončil na P8 a v závodě na P9, kde byl až na P4, ale zpomalil kvůli degradaci pneumatik. V Portimau dosáhl v hlavním závodě na pódium, když předjel zkušené jezdce Brada Bindera, Marca Márqueze (oba v 1. zatáčce) a Francesca Bagnaiu (ve 3. zatáčce). Na okruhu Circuit of the Americas opět bojoval s Marquezem a také s Jorgem Martinem, aby ve sprintu skončil pouze na P4, ale v hlavním závodě poprvé vedl závod, skončil na P2 za Maverickem Viňalesem.

## Statistiky

### European Talent Cup

#### Závody dle sezóny
| Sezóna | Motocykl | 1    | 2    | 3   | 4    | 5    | 6    | 7    | 8    | 9    | 10   | 11       | Poz. | Body |
| ------ | -------- | ---- | ---- | --- | ---- | ---- | ---- | ---- | ---- | ---- | ---- | -------- | ---- | ---- |
| 2017   | Honda    | ALB1 | ALB2 | CAT | VAL1 | EST1 | EST2 | JER1 | JER2 | ARA1 | ARA2 | VAL2 Ret | NC   | 0    |

### FIM CEV Moto3 Junior World Championship

#### Závody dle sezóny
| Sezóna | Motocykl | 1     | 2     | 3        | 4      | 5        | 6        | 7      | 8       | 9       | 10     | 11      | 12     | Poz. | Body |
| ------ | -------- | ----- | ----- | -------- | ------ | -------- | -------- | ------ | ------- | ------- | ------ | ------- | ------ | ---- | ---- |
| 2018   | KTM      | EST   | VAL1  | VAL2     | FRA    | CAT1 Ret | CAT2 DNS | ARA 13 | JER1 27 | JER2 19 | ALB    | VAL1    | VAL2   | 33.  | 3    |
| 2019   | KTM      | EST   | VAL1  | VAL2     | FRA    | CAT1     | CAT2     | ARA    | JER1 4  | JER2 5  | ALB 18 | VAL1 17 | VAL2 6 | 16.  | 34   |
| 2020   | KTM      | EST 2 | POR 1 | JER1 Ret | JER2 3 | JER3 3   | ARA1 Ret | ARA2 2 | ARA3 6  | VAL1 2  | VAL2 1 | VAL3 1  |        | 3.   | 177  |

### Red Bull MotoGP Rookies Cup
Závody dle sezóny
| Sezóna | 1        | 2        | 3      | 4      | 5       | 6      | 7      | 8       | 9        | 10     | 11      | 12     | Poz. | Body |
| ------ | -------- | -------- | ------ | ------ | ------- | ------ | ------ | ------- | -------- | ------ | ------- | ------ | ---- | ---- |
| 2019   | JER1 DNS | JER2 DNS | MUG 2  | ASS1 2 | ASS2 15 | SAC1 1 | SAC2 4 | RBR1 1  | RBR2 5   | MIS 1  | ARA1 4  | ARA2 7 | 2.   | 162  |
| 2020   | RBR1 1   | RBR1 1   | RBR2 1 | RBR2 1 | ARA1 1  | ARA1 1 | ARA2 2 | ARA2 10 | VAL1 Ret | VAL1 2 | VAL2 14 | VAL2 3 | 1.   | 214  |

### Mistrovství světa silničních motocyklů

#### Dle sezóny
| Sezóna | Třída  | Motocykl | Tým                   | Závodů | Vítězství | Pódií | PP | Nej. olo | Body  | Celkové umístění | Titul |
| ------ | ------ | -------- | --------------------- | ------ | --------- | ----- | -- | -------- | ----- | ---------------- | ----- |
| 2021   | Moto3  | KTM      | Red Bull KTM Ajo      | 18     | 6         | 8     | 1  | 1        | 259   | 1.               | 1     |
| 2022   | Moto2  | Kalex    | Red Bull KTM Ajo      | 18     | 3         | 5     | 1  | 1        | 177   | 5.               | –     |
| 2023   | Moto2  | Kalex    | Red Bull KTM Ajo      | 20     | 7         | 14    | 3  | 8        | 332.5 | 1.               | 1     |
| 2024   | MotoGP | KTM      | Red Bull GasGas Tech3 | 19     | 0         | 5     | 1  | 2        | 215   | 6.               | –     |
| Celkem | Celkem | Celkem   | Celkem                | 75     | 16        | 32    | 6  | 12       | 983.5 |                  | 2     |

#### Závody dle sezóny
| Sezóna | Třída  | Motocykl | 1      | 2      | 3      | 4       | 5        | 6       | 7       | 8       | 9     | 10     | 11     | 12      | 13      | 14       | 15     | 16                         | 17      | 18      | 19      | 20     | 21 | Poz. | Body  |
| ------ | ------ | -------- | ------ | ------ | ------ | ------- | -------- | ------- | ------- | ------- | ----- | ------ | ------ | ------- | ------- | -------- | ------ | -------------------------- | ------- | ------- | ------- | ------ | -- | ---- | ----- |
| 2021   | Moto3  | KTM      | QAT 2  | DOH 1  | POR 1  | SPA 1   | FRA 8    | ITA 8   | CAT 7   | GER 1   | NED 4 | STY 1  | AUT 4  | GBR 11  | ARA Ret | RSM 7    | AME 8  | EMI 3                      | ALR 1   | VAL Ret |         |        |    | 1.   | 259   |
| 2022   | Moto2  | Kalex    | QAT 12 | INA 9  | ARG 7  | AME Ret | POR Ret  | SPA 20  | FRA Ret | ITA 1   | CAT 6 | GER 2  | NED    | GBR DNS | AUT 4   | RSM 6    | ARA 1  | JPN 7                      | THA 16  | AUS 2   | MAL Ret | VAL 1  |    | 5.   | 177   |
| 2023   | Moto2  | Kalex    | POR 1  | ARG 12 | AME 1  | SPA 2   | FRA Ret  | ITA 1   | GER 1   | NED 3   | GBR 3 | AUT 2  | CAT 6  | RSM 1   | IND 1   | JPN 3    | INA 1  | AUS 9Šablona:Double-dagger | THA 2   | MAL 2   | QAT 8   | VAL 12 |    | 1.   | 332.5 |
| 2024   | MotoGP | KTM      | QAT 98 | POR 37 | AME 24 | SPA 102 | FRA Ret6 | CAT 133 | ITA 53  | NED Ret | GER 7 | GBR 95 | AUT 13 | ARA 3   | RSM 176 | EMI Ret5 | INA 26 | JPN Ret                    | AUS DNS | THA 3   | MAL 59  | SLD 10 |    | 6.   | 215   |

*Aktuální sezóna